# ジミー・トゥポウ
ジミー・トゥポウ(Jimmy Tupou、1992年8月8日 - ）は、ニュージーランド出身のラグビーユニオン選手。2025年現在スーパーラグビー・パシフィック、チーフスに所属している。

## プロフィール
- ニュージーランド・オークランド出身[1]。
- ポジションはロック(LO)、フランカー(FL)。
- 身長 196 cm、体重 111 kg
- U20ニュージーランド代表に選ばれたことがある[2]。

## 略歴
プケコへ高校、カウンティーズ・マヌカウ、クルセイダーズ、ブルーズを経て、2019年、NTTコミュニケーションズシャイニングアークスに加入。
2020年1月12日にジャパンラグビートップリーグ第1節日野レッドドルフィンズ戦に先発出場で日本での公式戦初出場を果たす。
2022年7月、NTT再編に伴う新チーム浦安D-Rocks選手スコッドに選ばれた。
2024年、チーフスに加入。

## 受賞歴
ジャパンラグビーリーグワン
- 2022-23ゴールデンショルダー (DIVISION 2)[8]